# Ambasciatore d'Italia in Russia

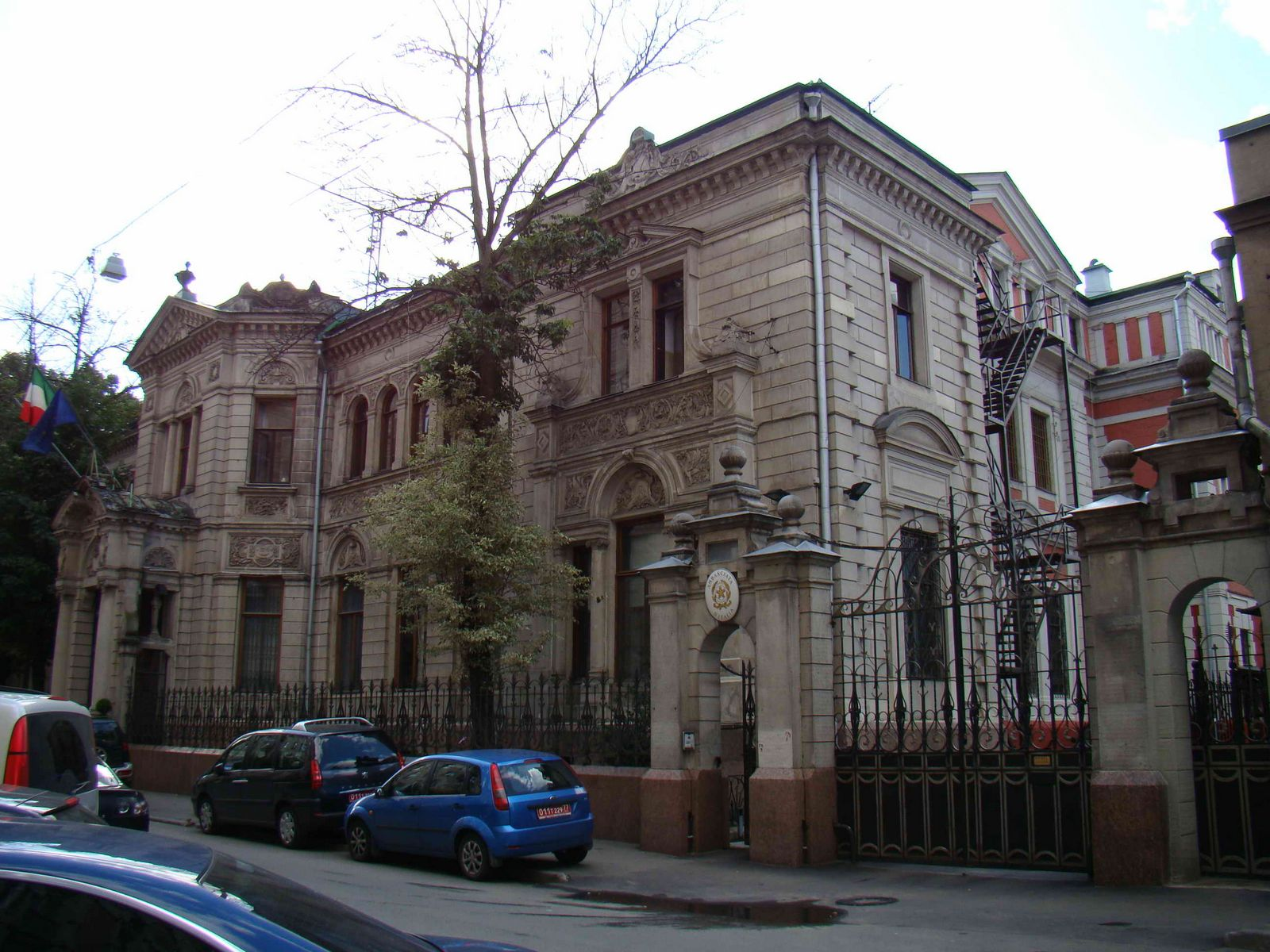
Villa Berg, sede dell'Ambasciata d'Italia in Russia

Quella che segue è una lista degli ambasciatori italiani in Russia.

## Lista degli ambasciatori
Quella che segue è una lista degli capi missione italiani in Russia, ovvero nell'Impero russo poi nell'Unione Sovietica ed infine nella Federazione russa.

### Impero Russo
| Periodo                             | Titolo                                                    | Sede            |
| ----------------------------------- | --------------------------------------------------------- | --------------- |
| 25 settembre 1856 - 29 luglio 1862  | Francesco Maria Sauli, ambasciatore del Regno di Sardegna | San Pietroburgo |
| 29 luglio 1862 - 12 febbraio 1863   | Filippo Oldoini                                           | San Pietroburgo |
| 12 febbraio 1863 - 13 novembre 1864 | Marchese Gioacchino Napoleone Pepoli                      | San Pietroburgo |
| 13 novembre 1864 - 6 giugno 1867    | Edoardo de Launay                                         | San Pietroburgo |
| 6 giugno 1867 - 14 gennaio 1870     | Camillo Caracciolo di Bella                               | San Pietroburgo |
| 14 gennaio 1870 -18 giugno 1876     | Raffaele Ulisse Barbolani                                 | San Pietroburgo |
| 18 giugno 1876 -6 dicembre 1883     | Costantino Nigra                                          | San Pietroburgo |
| 6 dicembre 1883 - 18 dicembre 1887  | Conte Giuseppe Greppi                                     | San Pietroburgo |
| 18 dicembre 1887 - 10 febbraio 1895 | Maurizio Marocchetti                                      | San Pietroburgo |
| 10 febbraio 1895 - 9 maggio 1895    | Francesco Curtopassi                                      | San Pietroburgo |
| 9 maggio 1895 - 23 ottobre 1895     | Giulio Silvestrelli                                       | San Pietroburgo |
| 23 ottobre 1895 - 21 novembre 1897  | Alberto Carlo Maffei di Boglio                            | San Pietroburgo |
| 21 novembre 1897 - 16 luglio 1904   | Roberto Morra di Lavriano e della Montà                   | San Pietroburgo |
| 16 luglio 1904 - 13 febbraio 1913   | Giulio Melegari                                           | San Pietroburgo |
| 13 febbraio 1913 - 17 novembre 1917 | Andrea Carlotti di Riparbella                             | San Pietroburgo |

### Unione Sovietica
- Pietro Tomasi Della Torretta, 17 novembre 1917 - 1918
- Giovanni Amadori, 12 gennaio - 28 maggio 1923
- Renato Piacentini, 28 maggio - 13 ottobre 1923
- Gaetano Paternò Castello di Manchi di Bilici, 13 ottobre 1923 - 2 febbraio 1924
- Gaetano Manzoni, 2 febbraio 1924 - 6 febbraio 1927
- Vittorio Cerruti, 6 febbraio 1927 - 12 maggio 1930
- Bernardo Attolico, 12 maggio 1930 - 26 luglio 1935
- Pietro Aronè, 26 luglio 1935 - 18 giugno 1936
- Augusto Giacometti Rosso, 18 giugno 1936 - 22 giugno 1941
- rottura delle relazioni diplomatiche a seguito delle vicende della II Guerra mondiale
- Pietro Quaroni, 20 luglio 1945 - 11 dicembre 1946
- Manlio Brosio, 11 dicembre 1946 - 20 dicembre 1951
- Mario di Stefano, 20 dicembre 1951 - 25 luglio 1958
- Luca Pietromarchi, 25 luglio 1958 - 5 maggio 1961
- Carlo Alberto Straneo, 5 maggio 1961 - 11 settembre 1963
- vacante
- Federico Sensi, 3 dicembre 1964 - 8 agosto 1968
- vacante
- Piero Vinci, 19 marzo 1973 - 12 agosto 1975
- Enrico Aillaud, 12 agosto 1975 - 28 aprile 1977
- Giuseppe Walter Maccotta, 28 aprile 1977 - 18 maggio 1981
- Giovanni Migliuolo, 18 maggio 1981 - 20 settembre 1985
- Sergio Romano, 20 settembre 1985 - 15 maggio 1989
- Ferdinando Salleo, 15 maggio 1989 - 12 gennaio 1992

### Federazione russa
- Ferdinando Salleo, 12 gennaio 1992 - 12 maggio 1993
- Federico Di Roberto, 12 maggio 1993 - 1º febbraio 1996
- Emanuele Scammacca del Murgo e dell'Agnone, 1º febbraio 1996 - 22 giugno 1999
- Giancarlo Aragona, 22 giugno 1999 - 5 novembre 2001
- Gianfranco Facco Bonetti, 5 novembre 2001 - 22 aprile 2006
- Vittorio Claudio Surdo, 22 aprile 2006 - dicembre 2010
- Antonio Zanardi Landi, dicembre 2010 - settembre 2013
- Cesare Maria Ragaglini, settembre 2013 - gennaio 2018
- Pasquale Terracciano, gennaio 2018 - ottobre 2021
- Giorgio Starace, ottobre 2021 - luglio 2024
- Cecilia Piccioni, luglio 2024 - in corso